# Lakewood Church Central Campus
Il Lakewood Church Central Campus è un'arena sportiva situata di Houston, Texas. Tra il 1975 ed il 1998 l'impianto è stato denominato The Summit; dal 1998 al 2003 come Compaq Center. Dal 2003 è la sede della Lakewood Church.
Ha ospitato gli incontri di varie squadre professioniste:
- Houston Rockets, squadra di pallacanestro della NBA;
- Houston Aeros, squadra di hockey su ghiaccio della AHL;
- Houston Hotshots, squadra di indoor soccer della Continental Indoor Soccer League;
- Houston Comets, squadra di pallacanestro femminile della WNBA;
- Houston Thunderbears, squadra di football a 8 della Arena Football League.